# 靈寶玉鑑
靈寶玉鑑，集靈寶齋醮，法事威儀，符籙咒諱之書，凡四十三卷，列道藏洞玄部方法類，不著撰人，當為宋、元間道人所纂輯。

## 題解
靈寶，指靈寶派，本為神妙的珍寶；玉鑑，光潔可鑑的玉片。

## 內容
本書認為靈寶經法乃萬法之宗。卷一《道法釋疑門》通論各種齋醮儀法的理論，其餘各卷按門分敘各項齋醮儀法，諸如修齋的程序與儀式，齋壇的建立與佈置，幢旛的製作與設置，燈燭的燃放與安置，符籙的撰寫與運用，章表的書寫與上奏，以及召神遣將、追攝魂靈、沐浴施食、水火煉度、投龍進簡等各種齋法。
上述齋醮儀法，雖源於靈寶，卻非直接抄自古靈寶之齋儀書，而是從宋元諸符籙派所傳靈寶醮儀法中採摭而來，因而帶著明顯的宋元齋法以道為體，以法為用，內煉與外法相結合的時代特徵。其內容與與金允中《上清靈寶大法》相似之處較多。

## 考證
金允中以及王契真各自編纂的《上清靈寶大法》皆提及《靈寶玉鑑》，有認為《靈寶玉鑑》即為金允中所編，但亦有反對此說者。
虞集《河圖仙壇之碑》記元代玄教大宗師吳全節事，有云：「道家之書，有曰靈寶齋法者，授受既久，浸失宗旨，公集諸家所傳，手為刪定，類為二十四門，總為十捲，題曰《靈寶玉鑑》，以惠後學。」。但《正統道藏》所載卷數為四十三，門為二十五，卷次分門與此有差。